# 4번의 크리스마스
《4번의 크리스마스》(영어: Four Christmases)는 2008년 11월 26일에 개봉한 크리스마스 코미디 드라마 영화이다. 리스 위더스푼과 빈스 본이 크리스마스에 이혼한 양가 부모님들을 전부 방문하게 된 커플을 연기하였다. 뉴 라인 시네마, 스파이글래스 엔터테인먼트에서 제작하고, 워너 브라더스에서 배급하였다.

## 줄거리
결혼하지 않은 샌프란시스코 커플 브래드와 케이트는 크리스마스 연휴 때마다 별난 가족들을 피하기 위해 자선 사업을 가장한 해외 여행을 다녀오곤 한다. 이번 크리스마스에는 피지에서 느긋하게 지낼 생각이었지만 짙은 안개로 공항 전체 비행기 이륙이 불가능해지고 원치 않게 텔레비전 뉴스 인터뷰를 하게 되면서 크리스마스 연휴 계획이 취소됐다는 사실이 가족 전체에게 알려지고 만다. 브래드와 케이트는 이혼한 양가 부모님 네 분을 하루 사이에 따로따로 방문하면서 총 네 번의 가족 모임에 참석하게 된다.

## 출연
- 빈스 본 - 브래드퍼드 "브래드" 맥비 역
- 리스 위더스푼 - 케이트 킨케이드 역
- 로버트 듀발 - 하워드 맥비 역
- 존 패브로 - 덴버 맥비 역
- 메리 스틴버전 - 매릴린 킨케이드 역
- 드와이트 요컴 - 목사 필 역
- 팀 맥그로 - 댈러스 맥비 역
- 크리스틴 체노웨스 - 코트니 킨케이드 역
- 존 보이트 - 크레이턴 킨케이드 역
- 시시 스페이섹 - 폴라 맥비 역
- 케이티 믹슨 - 수전 맥비 역
- 콜린 캠프 - 도나 이모 역
- 캐럴 케인 - 세라 이모 역
- 잭 도너 - 케이트의 할아버지 역
- 스티브 위비 - 짐 쿠티 역
- 패트릭 밴혼 - 대릴 역
- 로라 존슨 - 셰릴 역
- 브라이언 바움가트너 - 에릭 역
- 시드릭 야브로 - 스탠 역
- 스카일러 지손도 - 코너 맥비 역
- 트루 벨라 핀치 - 케이시 쿠티 역
- 크리건 다우 - 교회 연극 양 배우 역
- 노아 멍크 - 소리 지르는 아이 역
- 피터 빌링즐리 - 항공권 매표원 역

## 기타 제작진
- 총괄 제작: 피터 빌링즐리

## 같이 보기
- 크리스마스 영화 목록